# Rhinella hoogmoedi
Rhinella hoogmoedi es una especie de anfibio anuro de la familia Bufonidae.

## Distribución geográfica
Esta especie es endémica de Brasil. Habita en los estados de Paraná, São Paulo, Río de Janeiro, Espíritu Santo, Bahía, Sergipe, Alagoas, Pernambuco y Ceará del Bosque atlántico.

## Descripción
Los machos miden de 39,4 a 52,1 mm.

## Etimología
Esta especie lleva el nombre en honor a Marinus Steven Hoogmoed.

## Publicación original
- Caramaschi & Pombal, 2006 : A new species of Rhinella Fitzinger, 1826 from the Atlantic Rain Forest, Eastern Brazil (Amphibia, Anura, Bufonidae). Papéis Avulsos de Zoologia, vol. 46, n.º 23, p. 251-259[5]

## Galería de imágenes

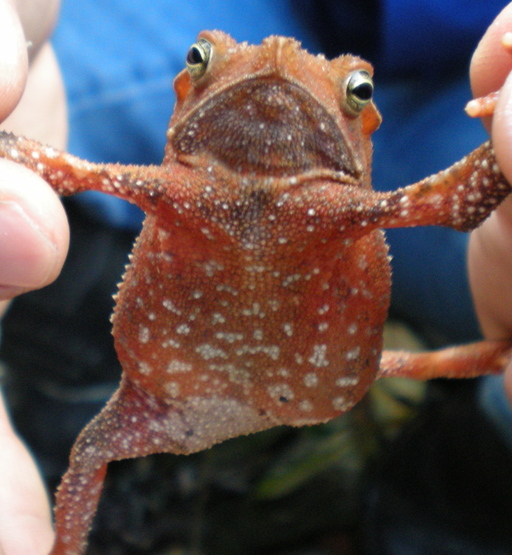
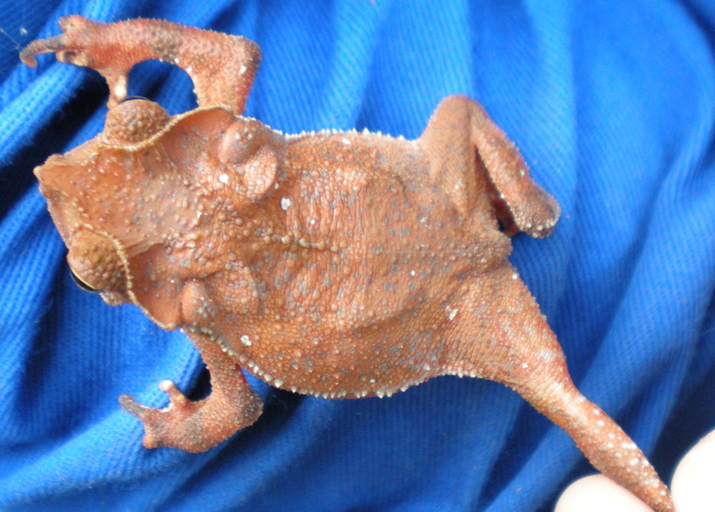
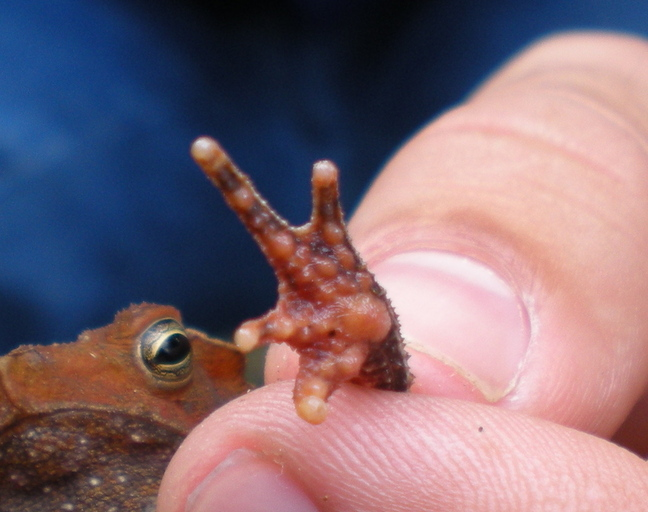
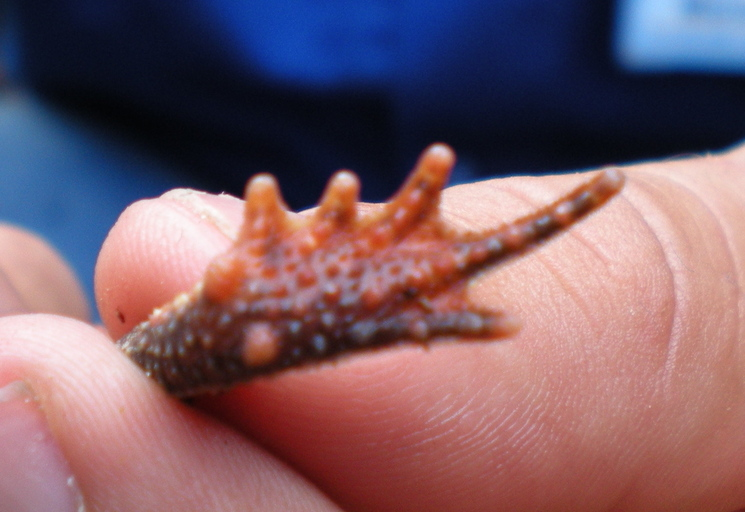